# Гузумкенд
Гузумкенд (азерб. Quzumkənd), до 1992 года —  Керт  (азерб. Kert), ранее — Кузумкенд (азерб. Quzumkənd, рус. дореф. Кузумъкендъ), — село в Ходжавендском районе Азербайджана, является центром Гузумкендского сельского административно-территориального округа.

## Этимология
Название села могло подписываться в документах как Гузумгенд, Кенд, Кузумкенд.
Согласно книге Гейбуллаева Г.А. «Топономия Азербайджана (историко-этнографическое исследование)» название «керт» происходит от армянского (арм. քերթ) «крепость, город».
Решением Милли Меджлиса Азербайджанской Республики от 29 декабря 1992 года № 428 село Керт Ходжавендского района было названо Гузумкенд.

## География
Село Гузумкенд является центром Гузумкендского сельского административно-территориального округа Ходжавендского района, при этом в состав этого сельского административно-территориального округа входит также и село Гараземи. Село расположено в северо-восточных подножиях Карабахского хребта, в 25 км к юго-западу от районного центра — города Ходжавенд и в 48 км от города Ханкенди. Имеет площадь 1531,2 га, из которых 1293,86 га сельскохозяйственные, 145,22 га лесные угодья. Через пограничную зону села протекает приток реки Варанда.

## История
По соседству с селищем (властями непризнанной Нагорно-Карабахской Руспублики (НКР) называвшимся Хин Караундж), к востоку от него, у современной деревни Гузумкенд, на склоне горы Рскыан расположено селище (властями непризнанной НКР называвшееся Карвеч). В 1971 году при постройке дороги здесь были обнаружены остатки подземного жилища, построенного из камня на известковом растворе. Отдельные плиты этого сооружения, привезённые жителями Гузумкенда для использования в строительстве, разбросаны у кладбища деревни.
В Гузумкенде, в местности, называемой «Татунц тап», до сих пор сохранились следы часовни-святилища «Кармир аветаран», усыпальница меликов Варанды Мелик-Пашаянов. Оно было разрушено, а камни использованы в строительстве. На труднодоступной северной вершине горы Рскыан построена хорошо уцелевшая часовня. На северном склоне горы, называемой «Араби тап» (согласно преданию, арабы когда-то расположились здесь лагерем, отсюда и название) сохранилась часовня-святыня «Чику так». О ней упоминается в книге Ерванда Лалаяна «Варанда». Здесь некогда рос гигантский платан, который впоследствии свалился от удара молнии. В местности Галереи тап обнаружены склепы и различные здания, которые не исследованы.
До вхождения в состав Российской империи село Гузумкенд входило в состав магала Варанда и Кочиз Карабахского ханства.
Епископ Армянской Апостольской церкви Макар Бархударянц пишет про это село:
— «Село основано у юго-восточного подножия той же горы. Жители коренные, земля бекская, засушливая и плодородная, здешние урожаи те же, вода благородная, воздух и климат несколько умеренные. Долгая жизнь 75-80 лет. Церковь Св. Георгия, каменная. Один священник посещает и село Карагундж. Дымов 56, жителей 344, из них 194 мужчин и 150 женщина».
В советский период село называлось Керт и являлось центром Кертского сельсовета Мартунинского района Нагорно-Карабахской автономной области (НКАО) Азербайджанской ССР.
2 сентября 1991 года на совместной сессии Нагорно-Карабахского областного и Шаумяновского районного Советов народных депутатов была принята Декларация о провозглашении Нагорно-Карабахской Республики в границах Нагорно-Карабахской автономной области (НКАО) и сопредельного Шаумяновского района Азербайджанской ССР.
26 ноября 1991 года Верховный Совет Азербайджанский Республики принял Закон "Об упразднении Нагорно-Карабахской автономной области Азербайджанской Республики". В этом Законе помимо упразднения Нагорно-Карабахской Автономной Области (НКАО), было постановлено в том числе также и переименование Мартунинского района в Ходжаведский. Решением Милли Меджлиса Азербайджанской Республики от 29 декабря 1992 года № 428 село Керт Ходжавендского района было названо Гузумкенд. В настоящее время это село Гузумкенд и является центром Гузумкендского сельского административно-территориального округа Ходжавендского района Азербайджана.
В результате Карабахского кофликта, село в начале 1990-х годов попало под контроль непризнанной Нагорно-Карабахской Республики (НКР). Согласно административно-территориальному делению непризнанной республики село называлось Керт (арм. Քերթ) и располагалось в составе Мартунинского района НКР. В августе 2020 года президент непризнанной НКР Араик Арутюнян посетил ряд общин Мартунинского района НКР, в том числе и село Гузумкенд, где ознакомился с ходом осуществляемых в рамках государственной программы строительных работ.
Согласно Трёхстороннему Заявлению в ночь с 9 по 10 ноября 2020 года, подписанному по итогам Второй карабахской войны, село Гузумкенд перешло под контроль российских миротворческих сил.
25 ноября 2021 года в селе состоялась торжественная церемония открытия средней школы. В этой особенной церемонии принял участие духовный пастор из Агдере преподобный отец Хусик Дохолян.
В результате боевых действий в сентябре 2023 года Азербайджан восстановил свой контроль над селом.

## Памятники истории и культуры
Объекты исторического наследия в селе и вокруг него включают церковь Св. Георгия (Геворга) XIX века (арм. Սուրբ Գևորգ եկեղեցի, церковь Сурб Аствацацин XIX века, крепость Кертаберд XVIII века, хачкары XIII—XV веков.
Церковь Св. Георгия представляет собой однонефную базилику со сводчатым перекрытием. В 1920—1930-х годах была использована как клуб. В канун Великой Отечественной войны над церковью был построен клуб. У входа в храм на стене изваян хачкар. В хорошем состоянии алтарная апсида и алтарь.
В советский период в селе был поставлен памятник в честь погибших соотечественников в Великой Отечественной войне.
По состоянию на 2015 год в селе действовала сельская администрация, дом культуры, медпункт, общеобразовательная школа, в которой обучалось 85 учеников.

## Население
Большинство население села были армяне. В 2005 году проживало 567 жителей, а в 2015 году — 572 жителя, 146 дворов.
| Год       | 2005 | 2008 | 2009 | 2010 | 2015 |
| --------- | ---- | ---- | ---- | ---- | ---- |
| Население | 567  | 561  | 550  | 551  | 572  |

## Экономикак
В советский период населениеи занималось животноводством, земледелием и виноградарством. В селе были средняя школа, дом культуры, библиотека, медицинский пункт и отделение связи.

## Известные люди
- Ашот Тигранович Григорьян (21 марта 1910, Керт (ныне Гузумкенд), Елизаветпольская губерния, Российская империя — 1997 Москва) — советский и российский механик и историк науки. Доктор физико-математических наук, профессор.
- Агабекян Левон Самсонович[20] (1 апреля 1913, Керт (ныне Гузумкенд), Елизаветпольская губерния, Российская империя — 1996, Майкоп, Республика Адыгея) — ветеран Великой Отечественной войны.